# Zeria obscura
Espèce
Synonymes
- Solpuga obscura Kraepelin, 1899

Zeria obscura est une espèce de solifuges de la famille des Solpugidae.

## Distribution
Cette espèce se rencontre en Tanzanie, au Kenya, en Éthiopie et au Congo-Kinshasa.

## Description
Le mâle mesure 24 mm et la femelle 30 mm.

## Publication originale
- Kraepelin, 1899 : Zur Systematik der Solifugen. Mitteilungen aus dem Naturhistorischen Museum in Hamburg, vol. 16, p. 195–259 (texte intégral).